# آبشار یرکوپرو (مرسین)
آبشار یرکوپرو (به ترکی استانبولی: Yerköprü Waterfall) یک آبشار در ترکیه است که در موت (مرسین) واقع شده‌است.